# Эттвуд, Пол
Пол Джейсон Эттвуд (англ. Paul Jason Attwood; род. 13 декабря 1969, Бакингем, Англия) — британский бобслеист, разгоняющий, выступавший за сборную Великобритании в 1990-е годы. Участник двух зимних Олимпийских игр, бронзовый призёр Нагано.

## Биография
Пол Эттвуд родился 13 декабря 1969 года в городе Бакингем (Англия). После окончания старших классов школы поступил в Плимутский университет, учился там с 1988 года по 1991-й, получил учёную степень по гражданскому проектированию. Выступать в бобслее на профессиональном уровне начал находясь на службе в Королевской морской пехоте британской армии, с самого начала присоединился к команде пилота Шона Олссона и стал показывать неплохие результаты, выиграл несколько медалей на различных этапах Кубка мира.
Вскоре команда Олссона выбилась в сборной на лидирующие позиции, к ней примкнули ведущие британские бобслеисты. В 1998 году их команда поехала на Олимпийские игры в Нагано, где в программе четырёхместных экипажей им удалось добраться до третьего места и завоевать тем самым бронзовые медали, которые в итоге всё же пришлось разделить со сборной Франции, показавшей точно такое же время. С 1964 года это первая медаль Великобритании в бобслее, выигранная на Олимпийских играх.
Лучший результат на чемпионатах мира Пол Эттвуд показал в 1997 году, когда приехал четвёртым. Эттвуд выступал в бобслее вплоть до начала 2000-х годов, но уже менее успешно, не добившись сколько-нибудь значимых достижений. Так, в 2002 году он ездил на Олимпийские игры в Солт-Лейк-Сити, однако занял со своей четвёркой лишь четырнадцатое место. После окончания карьеры профессионального спортсмена продолжил службу в армии в качестве офицера.